# Фалани, Тофига Ваевалу
Тофига Ваевалу Фалани — политический и государственный деятель Тувалу. В 2021 году был назначен генерал-губернатором Тувалу. 29 сентября 2021 года стало датой его церемонией вступления в должность генерал-губернатора.
Представлял христианскую церковь Тувалу на заседаниях Всемирного Совета Церквей в 2009 и 2011 годах.

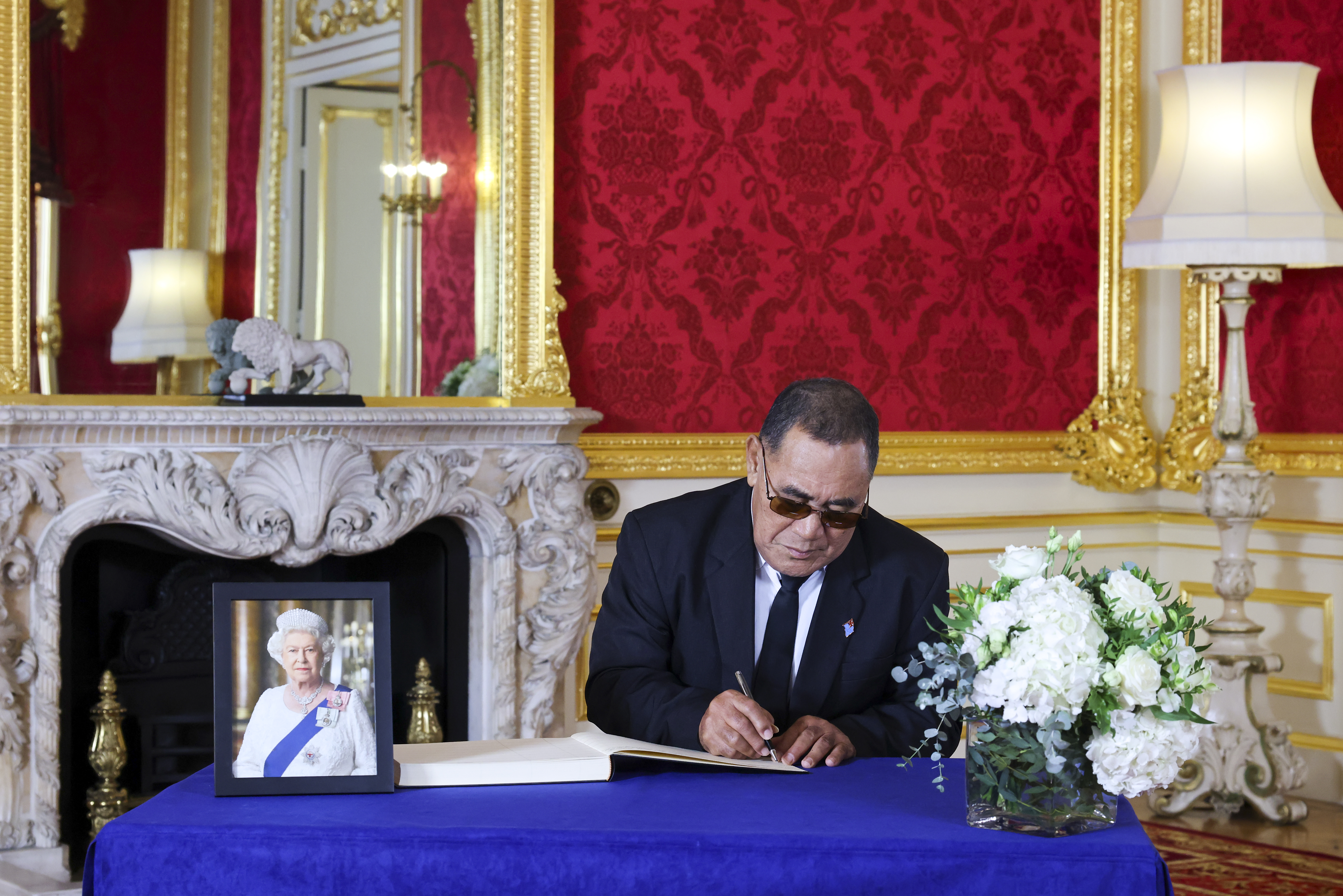
Фалани подписывает книгу соболезнований королеве Елизавете II в Ланкастер-хаусе 17 сентября 2022 года

Он был награждён орденом Британской Империи за заслуги перед обществом в 2014 году.
В сентябре 2021 года королева Елизавета II назначила Фалани генерал-губернатором Тувалу.

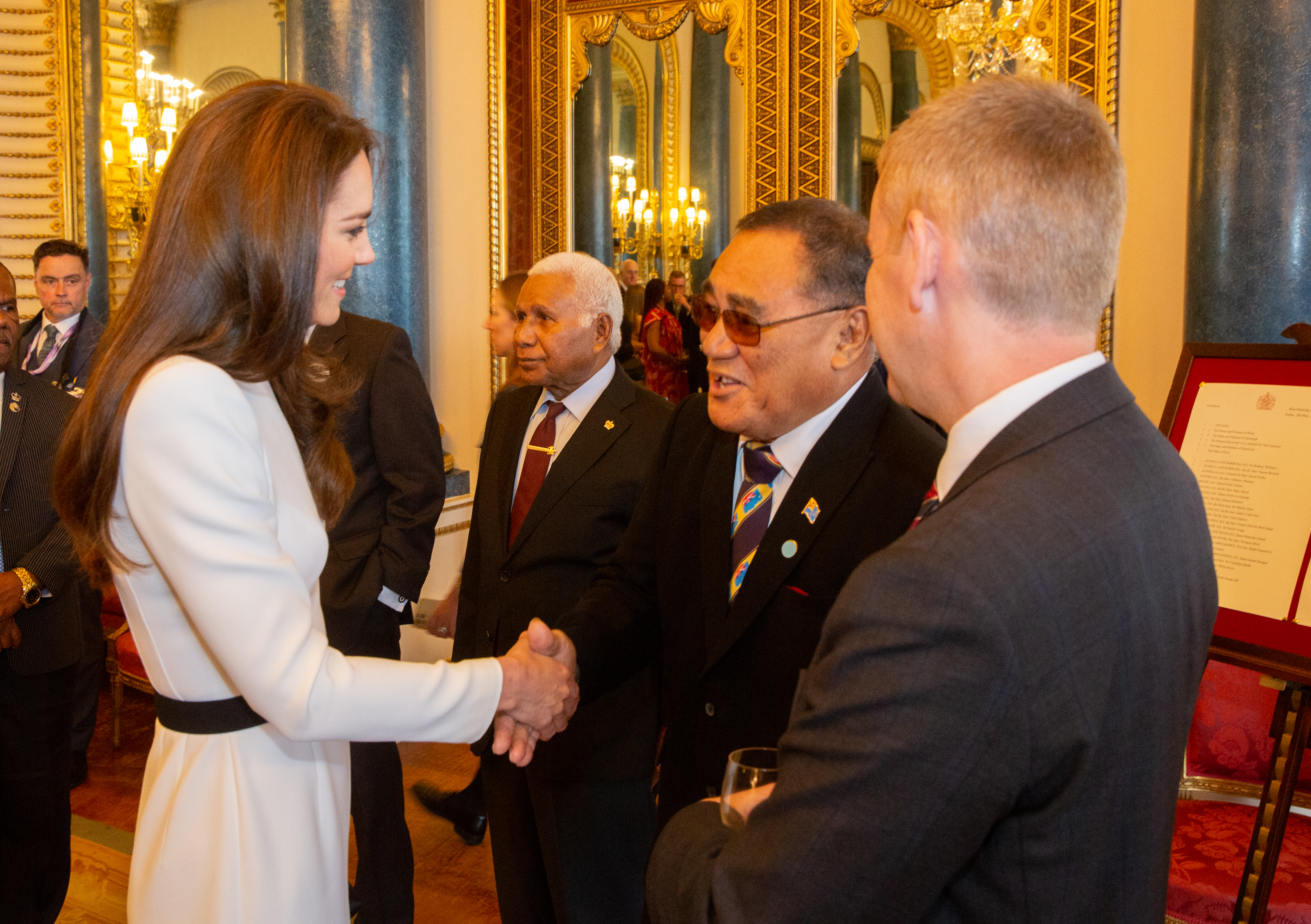
Фалани встречается с принцессой Уэльской в Букингемском дворце, 5 мая 2023 года

Как генерал-губернатор, Фалани представляет правящего монарха Тувалу в стране, следовательно, фактически выступает в качестве главы государства Тувалу. Фалани ранее исполнял обязанности генерал-губернатора 14 августа 2017 года во время отсутствия Иакобы Тайи Италели.